# تفسير سفيان الثوري
تفسير سفيان الثوري أحد كتب تفسير القران الكريم، ألفه سفيان الثوري.

## نبذه عن التفسير
يعد الكتاب من أهم كتب التفسير بالمأثور. وقد اشتمل على آراء سفيان الثوري ونقوله في تفسير القرآن الكريم، والكتاب لا يشتمل على جميع آيات القرآن الكريم، إنما فقط على الآيات التي لسفيان فيها رأي أو نقل عمن فوقه.

## النسخة الحالية
ليس للكتاب سوى نسخة واحدة، والنسخة مكتوبة بالنسح القريب من الخط الكوفي العادي، على كاغد عربي لونه مائل إلى الحمرة. ولا يبعد أن تكون قد كتبت في المئة الثالثة من الهجرة. في أول النسخة وآخرها نقصان لا يمكن تعيينه وتقديره على التخمين، لأن الصفحات خالية من الأعداد، والأوراق عليها أثر البلى الخفيف، وعدد الأوراق 18 صفحة، وعدد السطور تترواح من 27 إلى 31 صفحة، طول الكتاب وعرضه 26×8017، وطول الكتابة وعرضها 3017×12.
ومن خصائص كتابتها أن الكاتب لم يلتزم رسم خط المصاحف العثمانية في كتابة آيات القران الكريم. ولم يكتب الألف في ابن عباس وابن مسعود وأمثالهما إلا في مواضع قليلة. ولم يكتبها في سفيان وحارث وأمثالهما، ولم يكتب الهمزة في حكماء وعلماء وأمثالعما، وكتب عوضها المد على الألف. ولم يكتبها في السائب ووائل وأمثالهما. ولم يكتبها في تقرؤنها وأمثالها. ولم يكتب الواو العاطفة في قوله صلى الله سلم. ورتبت في النسخة سور القران الكريم على ترتيبها الحالي، وسقط منها سورة محمد وسورة الدخان، وكأن الثوري لم يكن عنده شيء فيهما. أما الآيات فليس على النهج المتعارف، فتفسير الآية المتأخرة مقدم على تفسير الآية المتقدمة، وتفسير بعض الآيات يوجد في الآيات لسور أخرى. وعدد روايات هذه النسخة 911، وأكثرها مروية عن مفسري مكة، وفيها روايات رفعت إلى الرسول.
طُبع الكتاب في بيروت لبنان عام 1403هـ الموافق 1983 عن طريق دار الكتب العلمية، برواية أبي جعفر محمد بن أبي حذيفة النهدي، وراجع النسخة وضبط أعلامها لجنة من العلماء بإشراف الناشر، النسخة المطبوعة اعتمدت على النسخة المطبوعة في الهند والتي حققها امتياز علي عرشي.

## وصلات خارجية
- تحميل تفسير سفيان الثوري المكتبة الشاملة
- تحميل تفسير سفيان الثوري المكتبة الوقفية